# Héctor Lucchetti
Héctor Lucchetti (nascido em 9 de março de 1905) foi um esgrimista argentino, que participou dos Jogos Olímpicos de Verão de 1928, sob a bandeira da Argentina.